# معركة كاوبينز
كانت معركة كاوبينز (بالإنجليزية: Battle of Cowpens)‏ اشتباك خلال الحرب الثورية الأمريكية التي اندلعت في 17 يناير 1781، بين القوات الأمريكية بقيادة الجنرال دانييل مورغان والقوات البريطانية بقيادة المُقدّم السير باناستير تارليتون، كجزء من الحملة في الكارولينيتين (الشمالية والجنوبية). كانت المعركة حاسمةً في استعادة الأمريكيين لكارولينا الجنوبية من البريطانيين.
أجرت قوات مورغان تطويقاً مزدوجًا لقوات تارليتون، وهو التطويق المزدوج الوحيد في هذه الحرب. قاتلت قوّات تارليتون التي كان قوامها 1000 جندي بريطاني ضد 2000 جنديٍ بقيادة مورغان. تكبّدت قوّات مورغان 20 قتيلًا و69 جريحًا. يجري القضاء على قوات تارليتون بالكامل تقريبًا مع وقوع ما يقرب 30% من جنوده قتلى و 55% منهم أسرى أو في عداد المفقودين، مع لجوء تارليتون نفسه وحوالي 200 جندي بريطاني فقط إلى الهرب.
زحفت قوّة صغيرة من قوّات الجيش القاري بقيادة مورغان إلى غرب نهر كاتاوبا، من أجل جمع الإمدادات ورفع معنويات المحليين المتعاطفين مع الاستعمار. كان البريطانيون قد حصلوا على تقارير خاطئة تفيد بأن جيش مورغان كان يخطّط لمهاجمة الحصن الإستراتيجي الهام ستة وتسعين، والذي عقده الموالون الأمريكيون للتاج البريطاني والموجود في غرب الكارولينيتين. اعتبر البريطانيون جيش مورغان تهديدًا لجبهتهم اليسرى. أرسل الجنرال تشارلز كورنواليس قائد سلاح الفرسان تارليتون في مهمة إيقاع الهزيمة بقيادة مورغان. عند اضطلاعه بأن جيش مورغان لم يكن في موقع الستة وتسعين، انطلق تارليتون، الذي ساندته التعزيزات البريطانية، في مطاردةٍ ساخنة للفرقة الأمريكية.
كان مورغان عازمًا على اتخاذ موقف بالقرب من نهر برود. اختار موقعًا يتوسّط تلّين منخفضين في غابةٍ مفتوحة، وتوقّع أن يشنّ تارليتون العدواني هجومًا عنيفًا دون توقّف لوضع خطة أكثر تعقيدًا. نشر جيشه في ثلاثة خطوطٍ رئيسية. وصل جيش تارليتون بعد الزحف المُضني إلى الميدان وهو يعاني من سوء التغذية والإرهاق الشديد. هاجم تارليتون على الفور. ومع ذلك، فإن الدفاع الأمريكي في العمق امتصّ تأثير الهجوم البريطاني. فقدت الخطوط البريطانية تماسكها عندما لاحقت الأمريكيين المنسحبين. عندما شنّ جيش مورغان الهجوم، استطاع سحق قوّة تارليتون بكاملها.
قُضي على لواء تارليتون كقوّة قتال فعّالة، وبالإضافة إلى هزيمة البريطانيين في معركة كينغز ماونتن في الركن الشمالي الغربي من ولاية كارولاينا الجنوبية، أجبر هذا الإجراء كورنواليس على مطاردة الجيش الأمريكي الجنوبي الرئيسي في ولاية كارولينا الشمالية، مما أدّى إلى اندلاع معركة غيلفورد كورت هاوس، وهزيمة كورنواليس في نهاية المطاف في حصار يوركتاون في فرجينيا في أكتوبر 1781.
في رأي جون مارشال، «نادرًا ما تكون للمعركة، التي لم تنخرط فيها أعداد كبيرة، أهمية بالغة في عواقبها مثل ما هو حال معركة كاوبينز».

## المعركة
كانت القوات البريطانية تتقدم في خطوط متعاقبة، ومن نصر إلى آخر لكن عمق الخطوط البريطانية امتصت تدريجياً الهجوم البريطاني، الذي عانى من الاصابات.
قبل شروق الشمس، ظهر قائد القوات البريطانية بارنيست تارلتون من الغابات وأمر مجنديه بالهجوم على قوات الأمريكيين, الذين فتحوا النار عليهم وأسقطوا 50 منهم مما إضطرهم إلى الانسحاب، توقف تاليرون لدراسة رقعة انتشار القوات الأمريكية.
عاود تارلتون الهجوم على خط المواجهة الي أن إنسحب بسبب استمرار إطلاق النار وسط اندهاش وارتباك القوات البريطانية حين فقدوا 40% من ضباط الجيش، وصل البريطانيون إلى قوات المليشيا، واستمر البريطانيون بالتقدم على الرغم من نيران المليشيا ووصلوا إلى الخط الثالث والأخير الذي كان بانتظارهم على التلال، أنهك الجيش البريطاني بعد ما يُقارب الساعة من القتال وافتقد التنظيم، ظن البريطانيون بان المعركة انتهت عندما رأوا المليشيا تنحب، فأمر مورغان قواته بكسر تنظيمها والهجوم على البريطانيين بهجوم عشوائي، بمسافة 30 ياردة فتح الأمريكيون النار على البريطانيين فكان التأثير مميتا، ثم بدأ الأمريكيون الطعن بالحراب، مما تسبب في انهيار واستسلام وهروب القوات البريطانية، كانت القوات البريطانية تحت صدمة الهجوم الأمريكي المفاجيء عندما غيرت المليشيا المنسحبة وجهتها وهجمت على الجناح الأيسر للبريطانيين.

## القوات

### القوات البريطانية
- الفيلق البريطاني: 250 خيالة و 200 مشاة.
- فرقة خفيفة 17 من المجنديين (تجنيد إجباري)(50).
- سرية من المدفعية الملكية (24) مع 2 مدفعي هاون.
- الفوج السابعة الملكية(177).
- سرية المشاة الخفيفة من الفوج 16 (42).
- الفوج 71 تحت قيادة اللواء ارثر مكارثر (334).
- سرية خفيفة من فوج أمير ويلز الأمريكي (31).
- مرشدين للواء البريطاني (50).

### القوات الأمريكية
- 55 مجنديين من الولايات.
- 45 جنود ميليشيا.
- 300 مشاة.
- 150 من مشاة الولايات.
- 1,255 - 1,280 مشاة ميليشيا.